# Kirkwood-Inseln
Die Kirkwood-Inseln sind eine Gruppe verstreuter Felsenriffe und -klippen im Zentrum der Marguerite Bay vor der Fallières-Küste des Grahamlands auf der Antarktischen Halbinsel. Sie liegen 24 km südsüdwestlich der Faure-Inseln.
Wissenschaftler des Falkland Islands Dependencies Survey entdeckten sie 1949 bei einer Fahrt mit der RRS John Biscoe, die im Folgejahr auch bei der Vermessung der Inseln zum Einsatz kam. Namensgeber ist Henry W. Kirkwood (1910–1977) von der Royal Navy, damaliger Kapitän des Forschungsschiffs.